# 瑟堡站
瑟堡站，是法国的一个铁路车站，位于法国城市科唐坦地区瑟堡。

## 位置
瑟堡站位于科唐坦地区瑟堡市区的中部，车站大致呈东南-西北走向，是一个尽头式的车站，列车只能从车站的东南方向进出。而车站东南侧则设有一条外绕线向南引出，并可连接瑟堡港。

## 设施
瑟堡站设有人工售票窗口和自动售票机，同时配有一个小型的候车室，站前则设有社会车辆停车场。

## 历史
瑟堡站建成于1858年，是芒特－瑟堡铁路的终点站。二战时曾被炸毁，后重建。2009年曾开行瑟堡直达第戎的TGV列车，但因上座率不佳而于次年取消。

## 站名
瑟堡站在修建时，其所在的市镇为瑟堡（法語：Cherbourg），2000年瑟堡与相邻的奥克特维尔（法語：Octeville）合并组建成了瑟堡-奥克特维尔，而后者又于2016年1月1日起与相邻的多个市镇合并组成了科唐坦地区瑟堡。但瑟堡站却一直保持其原有的名称。

## 停靠线路
以下列车线路在瑟堡站停靠：
| 瑟堡站列车线路表 |              |        |          |              |
| 线路             | 车种         | 上一站 | 下一站   | 大致运行频率 |
| 巴黎—瑟堡        | INTERCITÉS   | 瓦罗尼 | （终点） | 每天11趟左右 |
| 卡昂—瑟堡        | 法国大区列车 | 瓦罗尼 | （终点） | 每天3趟左右  |
| 利雪—瑟堡        | 法国大区列车 | 瓦罗尼 | （终点） | 每天3趟左右  |
| 1.               |              |        |          |              |

## 配套交通

### 长途客车
| 停靠瑟堡站的大巴车  |                                             |                                                                         |
| 上下车地点          | 运营单位                                    | 主要目的地                                                              |
| 瑟堡站门口 Autogare | 芒什省城际客运 Manéo （页面存档备份，存于） | 圣洛、巴夫勒尔、泰维尔、迪戈维尔、托克维尔、波尔巴伊、巴讷维尔-卡特雷、 |
| 瑟堡站门口 Autogare | SNCF                                        | （当某条铁路线施工或罢工时，SNCF可能会提供途径该线路沿途站点的大巴车）  |
| 1. 2. 3.            |                                             |                                                                         |

### 市内交通
| 瑟堡站附近的市内公共交通线路 |                                                     | |
| 公交车站名称                 | 位置                                                | 停靠线路 |
| SNCF                         | 瑟堡站正门                                          | - 2路：Cherbourg - Digard ↔ Tourlaville - Fleming - 3路：Équeurdreville-Hainneville - Brécourt ↔ Tourlaville - Églantine - 4路：Querqueville - Amfreville ↔ La Glacerie - Debussy - 5路：Querqueville市政府 ↔ 舒曼（Schuman） ↔ Tourlaville - Flamands - 9路：Cherbourg - Schuman ↔ La Glacerie - Hameau Quevillon - 10路：Cherbourg - Schuman ↔ La Glacerie - Hameau Quévastre |
| Mendès France                | Boulevard Pierre Mendès France （由东向西单向设站） | - 1路：Cherbourg - Les Fourches → Cherbourg - Schuman - 8路：Équeurdreville-Hainneville - 综合医院 → Cherbourg - Schuman |
| Jean Jaurès                  | Rue des Tanneries （由北向南单向设站）              | - 1路：Cherbourg - Schuman → Cherbourg - Les Fourches - 8路：Cherbourg - Schuman → Équeurdreville-Hainneville - 综合医院 |
| 1.                           |                                                     | |

## 临近车站
| 瑟堡站（Gare de Cherbourg） |                |          |
| 上行车站                    | 线路           | 下行车站 |
| 瓦罗尼站                    | 芒特－瑟堡铁路 | （终点） |